# Кессельбреннер, Гавриил Леонидович
Гавриил Леонидович Кессельбреннер (29 марта 1921, Ставрово Одесской губернии — 2001, Москва) — российский историк и востоковед.

## Биография
Гавриил Кессельбреннер родился в 1921 году в местечке Ставрово (с 1924 года — Красноокнянского района Молдавской АССР, ныне Одесской области Украины) в еврейской семье. В годы Великой Отечественной войны (1941—1945) — в действующей армии. В 1950 году окончил Военный институт иностранных языков (ВИИЯ) и в 1952 году — исторический факультет Московского государственного университета имени М. В. Ломоносова. В 1949—1954 годах преподавал в Московском институте востоковедения, в 1950—1955 годах — в Военном институте иностранных языков, с 1955 года — в Московском государственном институте международных отношений (МГИМО, с 1955 года — доцент). Кандидат исторических наук (1959).
Г. Л. Кессельбреннер — автор ряда трудов по истории и литературе Индонезии, учебных пособий по индонезийскому и малайскому языкам, в том числе «Западный Ириан. Неотъемлемая часть Индонезии» (1960, перевод на индонезийский язык — 1961 и 2003), «Антология современного индонезийского романа» (1966), «Хрестоматия малайских текстов» (1967), «Учебные материалы по политпереводу» (1990). Переводил художественную литературу с индонезийского языка.
С середины 1980-х годов публиковал исследования по истории российской дипломатии и другим вопросам русской истории, в том числе «Хроника одной дипломатической карьеры: дипломат-востоковед С. Л. Лашкарёв и его время» (1987), «Крым: страницы истории» (1994) и трёхтомный биографический свод «Известные дипломаты России» (1996—2002).

## Книги
- Западный Ириан. Неотъемлемая часть Индонезии. Москва: ИМО, 1960.
- Irian Barat: wilajah jang tak terpisahkan dari Indonesia (на индонезийском языке). Джакарта: Lembaga Kebudayaan Rakyat, 1961.
- Вон колонизаторов из Западного Ириана. Госполитиздат: Москва, 1962.
- 西伊里安 : 印度尼西亞不可分割的領土 / Xi Yili’an: Yindunixiya bu ke fen ge di ling tu (на китайском языке). Джакарта: Tong yi Yinni ji jin hui, 1962.
- Антология современного индонезийского романа (составление, комментарии и перевод). Москва, 1966.
- Хрестоматия малайских текстов. Москва, 1967.
- Хроника одной дипломатической карьеры: (Дипломат-востоковед С. Л. Лашкарев и его время) / Г. Л. Кессельбреннер; Отв. ред. Н. А. Халфин(†); Рецензенты: М. С. Лазарев, Е. П. Челышев. — М.: Наука (Главная редакция восточной литературы), 1987. — 280, [2] с. — 10 000 экз. (в пер.)
- Учебные материалы по политпереводу. Москва: МГИМО, 1990.
- Крым: страницы истории. Москва: Издательство ТОО SvR—Аргус, 1994.
- Российские дипломаты XVI—XIX вв.: Том I. Посольский приказ. Москва: Янико, 1996.
- Известные дипломаты России. От Посольской избы до Коллегии иностранных дел: к 450-летию дипломатической службы России. МГИМО(У) МИД Российской Федерации. Москва: Московские учебники и картолитография, 1999.
- Известные дипломаты России. Министры иностранных дел Российской Империи. МГИМО(У) МИД Российской Федерации. Москва: Московские учебники и картолитография, 2002.
- Irian Barat wilayah tak terpisahkan dari Indonesia (на индонезийском языке). Irian Jaya Crisis Centre. Джакарта: Te Plok Press, 2003.